# Home Nations Championship 1901
L'Home Nations Championship 1901 (in gallese Pencampwriaeth Rygbi'r Pedair Gwlad 1901) fu la 19ª edizione del torneo annuale di rugby a 15 tra le squadre nazionali di Galles, Inghilterra, Irlanda e Scozia.
Il torneo vide la vittoria finale della Scozia che non solo, nella sua gara finale a Londra, guadagnò a corredo il Triple Crown e la Calcutta Cup, ma sopravanzò nel palmarès della competizione l'Inghilterra con la sesta vittoria assoluta contro cinque dei suoi avversari, peraltro relegati all'ultimo posto con zero punti e il whitewash; occorsero 13 anni prima che gli inglesi appaiassero gli scozzesi nell'albo d'oro per poi distanziarli.
Il valore delle marcature, come stabilito dall’IRFB nel 1893, era: 3 punti per ciascuna meta (5 se trasformata), 3 punti per la realizzazione di ciascun calcio piazzato, 4 punti per la realizzazione di ciascun drop o mark.

## Nazionali partecipanti e sedi
| Squadra     | Città           | Impianto interno         |
| ----------- | --------------- | ------------------------ |
| Galles      | Cardiff Swansea | Arms Park St. Helen's    |
| Inghilterra | Londra          | Rectory Field            |
| Irlanda     | Dublino         | Lansdowne Road           |
| Scozia      | Edimburgo       | Inverleith Sports Ground |

## Risultati
| Arbitro: | Adam Turnbull |

|                                      |    |  |
| Hodges Nicholls B. Williams Bancroft | mt |  |
| Bancroft (2)                         | tr |  |

| Arbitro: | Graham Findlay |

|                   |      |           |
| Davidson Gardiner | mt   | Robinson  |
| Irwin (2)         | tr   |           |
|                   | c.p. | Alexander |

| Arbitro: | Rupert Jeffares sr |

|                              |    |              |
| Gillespie (2) Turnbull Flett | mt | Boots Lloyds |
| Gillespie (2) Flett          | tr | Bancroft     |

| Arbitro: | George Harnett |

|                     |    |       |
| Gillespie Welsh (2) | mt | Doran |
|                     | tr | Sealy |

| Arbitro: | Rupert Jeffares sr |

|          |    |                            |
| Robinson | mt | Gillespie Welsh Timms Fell |
|          | tr | Gillespie (3)              |

| Arbitro: | George Harnett |

|                  |    |                         |
| W. Alexander (2) | mt | J. Ryan Freear Davidson |
| Bancroft (2)     | tr |                         |

## Classifica
| Pos | Squadra     | G | V | N | P | PF | PS | DP  | Pt |
| --- | ----------- | - | - | - | - | -- | -- | --- | -- |
| 1   | Scozia      | 3 | 3 | 0 | 0 | 45 | 16 | +29 | 6  |
| 2   | Galles      | 3 | 2 | 0 | 1 | 31 | 27 | +4  | 4  |
| 3   | Irlanda     | 3 | 1 | 0 | 2 | 24 | 25 | −1  | 2  |
| 4   | Inghilterra | 3 | 0 | 0 | 3 | 9  | 41 | −32 | 0  |